# Miroslav Verner

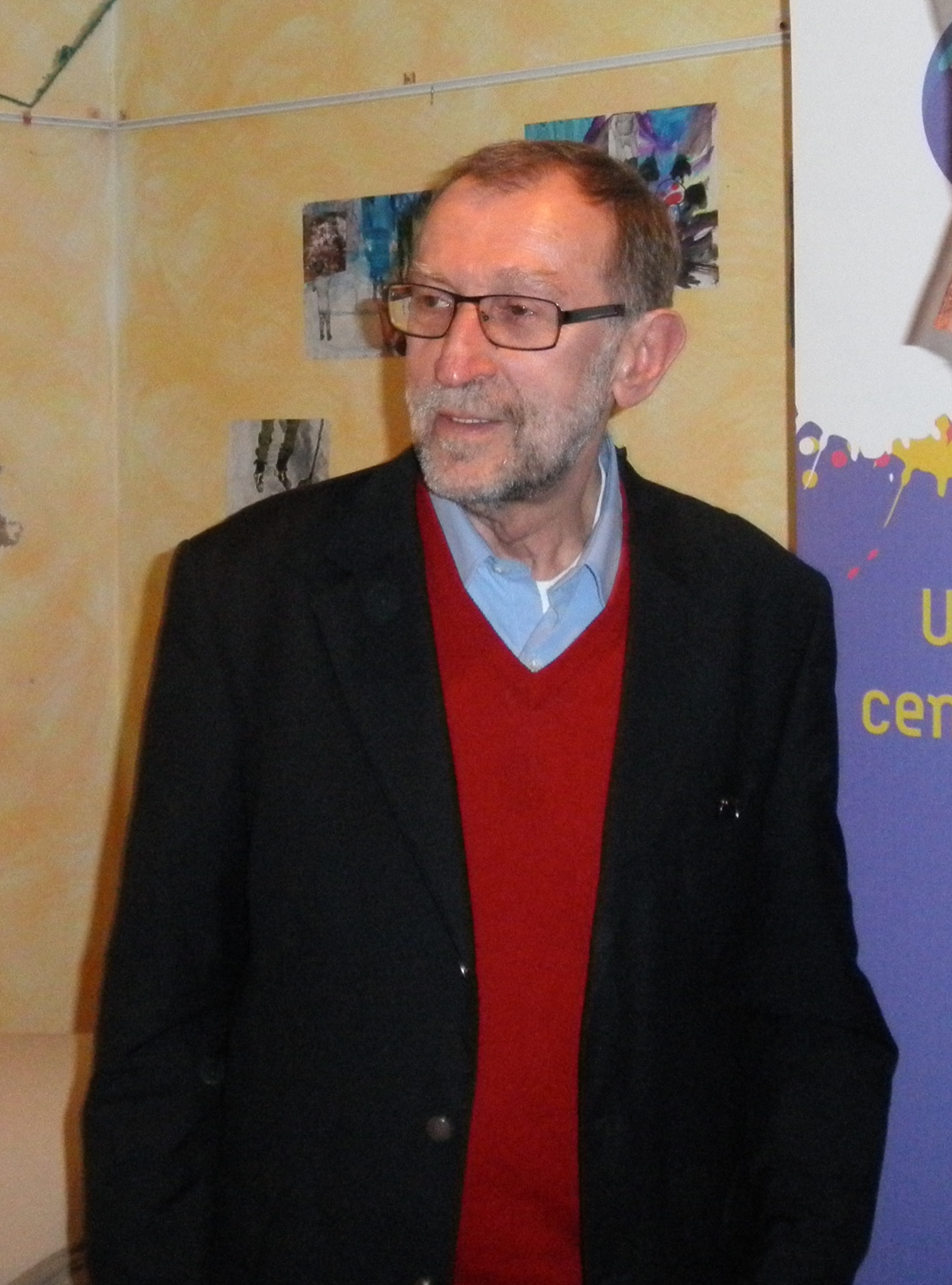
Miroslav Verner (2013)

Miroslav Verner (ur. 31 października 1941 w Brnie) – czeski archeolog-egiptolog. Specjalizuje się w problematyce okresu Starego Państwa, szczególnie IV i V dynastii. Przez siedemnaście lat był dyrektorem Czeskiego Instytutu Egiptologicznego. Kieruje pracami archeologicznymi Misji Czeskiej w Abusir od 1976 roku. Jest związany z Uniwersytetem Wiedeńskim, Uniwersytetem w Hamburgu oraz praskim Uniwersytetem Karola i Amerykańskim Uniwersytetem w Kairze.
W 1998 został odznaczony medalem za zasługi II stopnia.

## Publikacje
- Archaeological Remarks on the 4th and 5th Dynasty Chronology, 2001
- The Pyramids: The Mystery, Culture, and Science of Egypt's Great Monuments, 2001
- Abusir: The Realm of Osiris (Hardcover), American University in Cairo Press: 2003